# 传达不到的爱恋
传达不到的爱恋（日语：／ Todokanai koi）是日本Leaf公司制作的恋爱游戏《白色相簿2》的主题曲之一。

## 概况
《白色相簿2》序章（Introductory Chapter）和最终章（Coda）的片头曲，原唱为上原玲奈，并且有多个不同版本。在游戏剧情中，小木曾雪菜主唱、为北原春希作词、冬马和纱作曲；现实中，歌曲由须谷尚子作词、石川真也作曲。

## 版本

### 官方版本
歌：上原玲奈
《白色相簿2》序章（Introductory Chapter）和最终章（Coda）的片头曲，收录于单曲、上原玲奈个人专辑《l'espoir》以及游戏原声碟《WHITE ALBUM2 ORIGINAL SOUNDTRACK ～introductory～》中。
歌：小木曾雪菜
游戏序章
歌：小木曾雪菜
游戏终章插曲，收录于游戏原声碟《WHITE ALBUM2 ORIGINAL SOUNDTRACK 〜setsuna〜》中。
歌：和泉千晶
游戏终章插曲，收录于游戏原声碟《WHITE ALBUM2 ORIGINAL SOUNDTRACK 〜closing〜》中。
歌：和泉千晶
游戏终章插曲，收录于特典广播剧CD中。
歌：上原玲奈
电视动画《白色相簿2》的片头曲，为重新编曲的版本。
- Live at Campus Fes（TV anime ver.）

歌：小木曾雪菜（米泽圆）
电视动画第13话片尾曲。
歌：冬马和纱
收录于AQUAPLUS在C91发售的专辑《WHITE ALBUM2 ORIGINAL SOUNDTRACK 〜kazusa〜》中。

### 其他版本
- 《不起眼女主角培育法》BD第三卷特典CD

歌：霞之丘诗羽（茅野爱衣）